# Tågerup (Kalundborg Kommune)
 Der er flere lokaliteter med dette navn, se Tågerup.
Tågerup er en bebyggelse få kilometer øst for Ruds Vedby i Reerslev Sogn, Kalundborg Kommune.
Kommunens bedst besøgte turistattraktion, haveanlægget Birkegårdens Haver, er beliggende i Tågerup.